# Bastiaan Giling
Bastiaan Giling (né le 4 novembre 1982 à Alkmaar) est un coureur cycliste néerlandais.

## Biographie
Bastiaan Giling est le fils du patineur de vitesse Co Giling. Ses cousins Jos et Matthé Pronk sont également coureurs cyclistes professionnels.
En 2001, il intègre l'équipe espoirs de Rabobank. Trois ans plus tard, il devient champion national espoir. Il commence sa carrière professionnelle en 2005 dans l'équipe allemande T-Mobile. Après une saison chez Team Wiesenhof en 2007, il rejoint Cycle Collstrop en compagnie de Steffen Wesemann, puis Designa Kokken pour la saison 2009. En 2010, son contrat avec l'équipe Designa Kokken n'est pas renouvelé.

## Palmarès
- 1999
  -  Champion des Pays-Bas sur route juniors
- 2000
  - 3e du championnat des Pays-Bas sur route juniors
  - 10e du championnat du monde sur route juniors
- 2001
  - 4e étape du Tour de Mainfranken
  - 1re étape du Tour de Seine-et-Marne (contre-la-montre par équipes)
- 2003
  - 4e étape du Tour de la province de Liège
  - 2e des Boucles de la Mayenne
  - 3e du championnat des Pays-Bas du scratch
- 2004
  -  Champion des Pays-Bas sur route espoirs
  - 2eb étape du Triptyque des Monts et Châteaux
  - Prologue du Tour de Thuringe
  - 2e du Triptyque des Monts et Châteaux
  - 2e de Paris-Roubaix espoirs
  - 3e du Grand Prix de Francfort espoirs
  - 3e de l'Olympia's Tour
  - 3e du Circuit des régions flamandes
  - 3e du classement UCI U23
- 2007
  - 3e du Samyn

## Résultats sur les grands tours

### Tour d'Espagne
1 participation
- 2006 : 125e